# Théâtre d'Arras
Le théâtre d'Arras est un théâtre situé à Arras. Installé au 7-9 place du Théâtre et au 26 bis rue Ernestale, il s'agit d'un théâtre à l'italienne.
La façade est inscrite aux monuments historiques par arrêté du 19 novembre 1946 et l'ensemble des bâtiments formant le complexe théâtral l'est depuis le 18 octobre 2000.

## Histoire
Le théâtre d'Arras est inauguré le 30 novembre 1785. Des travaux ont lieu en 1828 afin d'aménager une salle des concerts, décorée par Charles-Antoine Cambon. Lors de la rénovation menée entre 2004 et 2007 est créée la salle André-Reybaz, dotée de 90 places assises ou 180 debout. La salle à l'italienne fait elle 380 places assises et la salle des concerts 350 places assises.
Le rapprochement avec l'hippodrome de Douai en 2013 a créé Tandem,, qui est scène nationale. Les deux sites proposent six plateaux. Y sont présentées des œuvres de théâtre, de danse, de musique, de cirque, d'art numérique et de cinéma, d'audience nationale ou internationale, relevant de classiques ou de la création contemporaine.
Parmi les artistes s'étant produits ou ayant travaillé sur des spectacles au théâtre d'Arras, on peut citer Rufus Wainwright, Gaëlle Bourges, Jan Fabre, François Chaignaud, Olivier Martin-Salvan, le Quatuor Tana, Lou Doillon, Séverine Chavrier, Phia Ménard, Imany, Tindersticks, Mohamed El Khatib, DJ Chloé, Le Concert d'Astrée ou encore Milo Rau.

## Éléments d'architecture
Le théâtre se visite le deuxième samedi de chaque mois, en dehors des vacances scolaires.